# کواک تائه-هوی
کواک تائه-هوی (زادهٔ ۸ ژوئیهٔ ۱۹۸۱) یک بازیکن فوتبال اهل کره جنوبی است.
وی همچنین در تیم ملی فوتبال کره جنوبی بازی کرده‌ است.